# Liste der Baudenkmale in Planebruch
In der Liste der Baudenkmale in Planebruch sind alle Baudenkmale der brandenburgischen Gemeinde Planebruch und ihrer Ortsteile aufgelistet. Grundlage ist die Veröffentlichung der Landesdenkmalliste mit dem Stand vom 31. Dezember 2020. In der Liste der Bodendenkmale in Planebruch sind die Bodendenkmale aufgeführt.

## Baudenkmale in den Ortsteilen
In den Spalten befinden sich folgende Informationen:
- ID-Nr.: Die Nummer wird vom Brandenburgischen Landesamt für Denkmalpflege vergeben. Ein Link hinter der Nummer führt zum Eintrag über das Denkmal in der Denkmaldatenbank. In dieser Spalte kann sich zusätzlich das Wort Wikidata befinden, der entsprechende Link führt zu Angaben zu diesem Denkmal bei Wikidata.
- Lage: die Adresse des Denkmales und die geographischen Koordinaten. Link zu einem Kartenansichtstool, um Koordinaten zu setzen. In der Kartenansicht sind Denkmale ohne Koordinaten mit einem roten beziehungsweise orangen Marker dargestellt und können in der Karte gesetzt werden. Denkmale ohne Bild sind mit einem blauen bzw. roten Marker gekennzeichnet, Denkmale mit Bild mit einem grünen beziehungsweise orangen Marker.
- Bezeichnung: Bezeichnung in den offiziellen Listen des Brandenburgischen Landesamtes für Denkmalpflege. Ein Link hinter der Bezeichnung führt zum Wikipedia-Artikel über das Denkmal.
- Beschreibung: die Beschreibung des Denkmales
- Bild: ein Bild des Denkmales und gegebenenfalls einen Link zu weiteren Fotos des Baudenkmals im Medienarchiv Wikimedia Commons

### Cammer
| ID-Nr.                           | Lage   | Bezeichnung                                                    | Beschreibung | Bild           |
| -------------------------------- | ------ | -------------------------------------------------------------- | --- | -------------- |
| 09190664                         | (Lage) | Dorfkirche                                                     | Die evangelische Kirche stammt aus dem Jahr 1775. Eingeschlossen sind Teile eines mittelalterlichen Vorgängerbaues. Ende des 19. Jahrhunderts wurde die Kirche umgebaut. In der Kirche befindet sich eine Glocke aus dem Jahr 1471. | weitere Bilder |
| 09191500 Teilobjekt zu: 09190664 | (Lage) | Glocke                                                         | | BW             |
| 09190121                         | (Lage) | Bockwindmühle, an der Straße nach Golzow                       | | weitere Bilder |
| 09190122                         | (Lage) | Drei Grenzsteine, an der südlichen Grenze des Golzower Busches | Die drei stelenförmigen Grenzsteine markieren die ehemalige Landesgrenze zwischen Brandenburg und Sachsen. Heute ist sie die Markierung der Grenze zwischen Golzow und Dippmannsdorf. Die Grenzsteine befinden sich an der Südseite des Golzower Busch, genauer am östlichen Ausläufer des Waldstücks. Sie stehen jeweils unmittelbar am Waldsaum, relativ weit voneinander entfernt: Zw. dem westlich gelegenen Stein und dem nachfolgendem Stein in östlicher Richtung beträgt die Distanz etwa 530 m. Vom mittleren bis zum östlich gelegenen Stein sind es ca. weitere 250 m. Die Grenzsteine sind aus Sandstein. Sie messen etwa einen Meter in der Höhe und ca. 45 cm in der Breite. Die Steine haben ein Alter von mindestens 400 Jahren. Die Inschriften und Ornamente sind relativ stark verwittert, eine Stele ist dabei nicht mehr vollständig erhalten. Die Standort der beiden anderen Steine sind: Grenzstein Golzower Busch und Grenzstein Golzower Busch. | weitere Bilder |

### Damelang
| ID-Nr.   | Lage   | Bezeichnung | Beschreibung | Bild           |
| -------- | ------ | ----------- | --- | -------------- |
| 09190729 | (Lage) | Dorfkirche  | Die evangelische Kirche stammt aus dem Jahre 1882. Es ist ein Saalbau aus Backstein mit einem Westturm und einer Apsis. | weitere Bilder |

### Freienthal
| ID-Nr.   | Lage              | Bezeichnung            | Beschreibung | Bild           |
| -------- | ----------------- | ---------------------- | --- | -------------- |
| 09190567 | Dorfstraße (Lage) | Kirchen- und Schulhaus | Das eingeschossige Gebäude entstand 1784 als kleines Bethaus, an das 1792 im Westen ein Kirchturm angebaut wurde. Um 1800 wurde das Bauwerk nach Osten hin um eine Schule erweitert. | weitere Bilder |